# Marc Ford

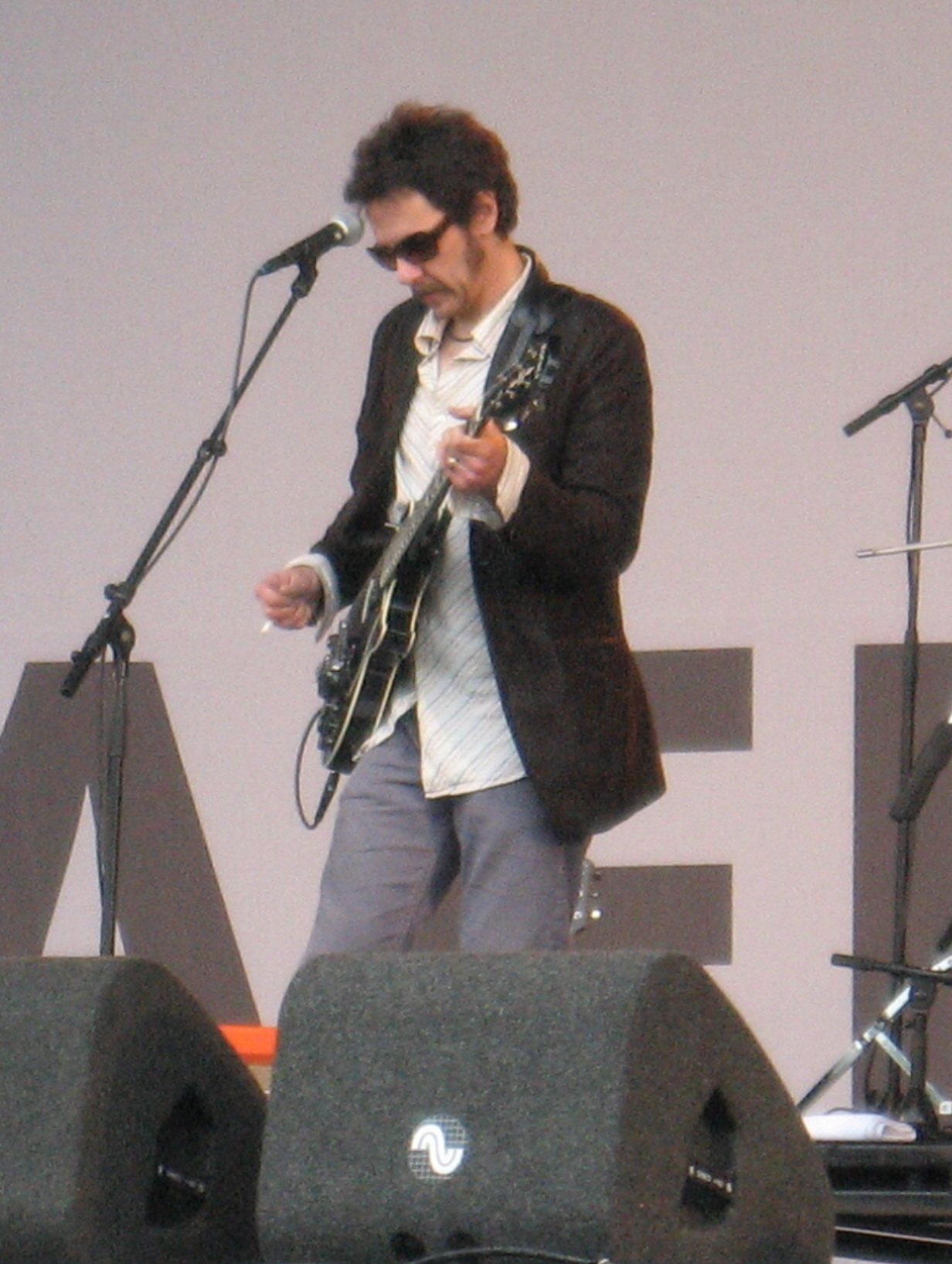
Marc Ford op Parkpop (2007)

Marc Ford (Los Angeles, 1966) is de voormalige gitarist van de band The Black Crowes.
Hij begon zijn carrière met de bluesrockband Burning Tree in de jaren tachtig. Ford kwam bij The Black Crowes in 1991 nadat hij al enige malen op concerten als invaller had gespeeld. De Amerikaan Marc Ford was lange tijd leadgitarist van The Black Crowes. In 1997 werd Ford door de band ontslagen vanwege excessief drugsgebruik. Twee dagen voor een nieuwe tournee met die band in 2006 liet Ford echter weten geen lid meer te willen zijn. Inmiddels is Ford weer helemaal clean en klaar, en speelt solo met zijn begeleidingsband The Neptune Blues Club.
- Bibliothèque nationale de France: cb15019025k (data)
- Gemeinsame Normdatei: 134677188
- International Standard Name Identifier: 0000 0000 4491 5377
- Library of Congress Control Number: no2002047669
- MusicBrainz: 490a40c1-f0c4-4203-b62b-0d5e25cf6412
- Virtual International Authority File: 38145542584596641772
- WorldCat: E39PBJth4c6p7wDxDqCcKJc773